# ايمانويل هالبرين
ايمانويل هالبرين (بالعبرية: עמנואל הלפרין‏) هو صحفي ومقدم تلفزيوني وممثل إسرائيلي، ولد في 1943. من الجوائز التي نالها جائزة سوكولوف.

## جوائز
- جائزة سوكولوف

## وصلات خارجية
- ايمانويل هالبرين على موقع IMDb (الإنجليزية)